# Olympische Sommerspiele 1992/Teilnehmer (Vietnam)
| Gelbes Symbol für Goldmedaillen mit stilisierten Olympischen Ringen | Graues Symbol für Silbermedaillen mit stilisierten Olympischen Ringen | Braundes Symbol für Bronzemedaillen mit stilisierten Olympischen Ringen |
| ------------------------------------------------------------------- | --------------------------------------------------------------------- | ----------------------------------------------------------------------- |
| —                                                                   | —                                                                     | —                                                                       |

Vietnam nahm an den Olympischen Sommerspielen 1992 in Barcelona mit einer Delegation von sieben Athleten (fünf Frauen und zwei Männer) an zehn Wettkämpfen in drei Sportarten teil. Es konnten dabei keine Medaillen gewonnen werden.

## Teilnehmer nach Sportarten

### Leichtathletik
| Männer - Lưu Văn Hùng Marathon: 85. Platz | Frauen - Nguyễn Thị Thu Hằng 100 Meter Hürden: Vorläufe - Trương Hoàng Mỹ Linh 100 Meter: Vorläufe 200 Meter: Vorläufe - Đặng Thị Tèo Marathon: DNF |

### Schießen
Männer
- Nguyễn Quốc Cường
Schnellfeuerpistole: 27. Platz

### Schwimmen
Frauen
- Nguyễn Kiều Oanh
100 Meter Schmetterling: 42. Platz
200 Meter Lagen: 41. Platz

- Nguyễn Thị Phương
100 Meter Brust: disqualifiziert
200 Meter Brust: 38. Platz